# Plaque de Lhassa
Pour les articles homonymes, voir Lhassa (homonymie).
La plaque de Lhassa est une ancienne plaque tectonique de la lithosphère de la planète Terre.
Elle a existé durant le Mésozoïque et est entrée en collision avec les plaques eurasienne et du Qiantang au nord pendant le Crétacé alors que la plaque indienne située au sud remontait vers le nord. On ne sait pas comment a réagi la plaque de Lhassa avec la plaque cimmérienne qui s'est également soudée au sud de la plaque eurasienne. Au sud, la plaque indienne disparaissait par subduction sous la plaque de Lhassa et au nord, la plaque de Lhassa disparaissait par subduction sous la plaque du Qiantang.
La plaque de Lhassa forme aujourd'hui le sud du plateau tibétain.

Évolution de la plaque de Lhassa
Glissement vers le nord de la plaque indienne et de celle de Lhassa au Trias, à la fin du Jurassique et à la fin du Crétacé.
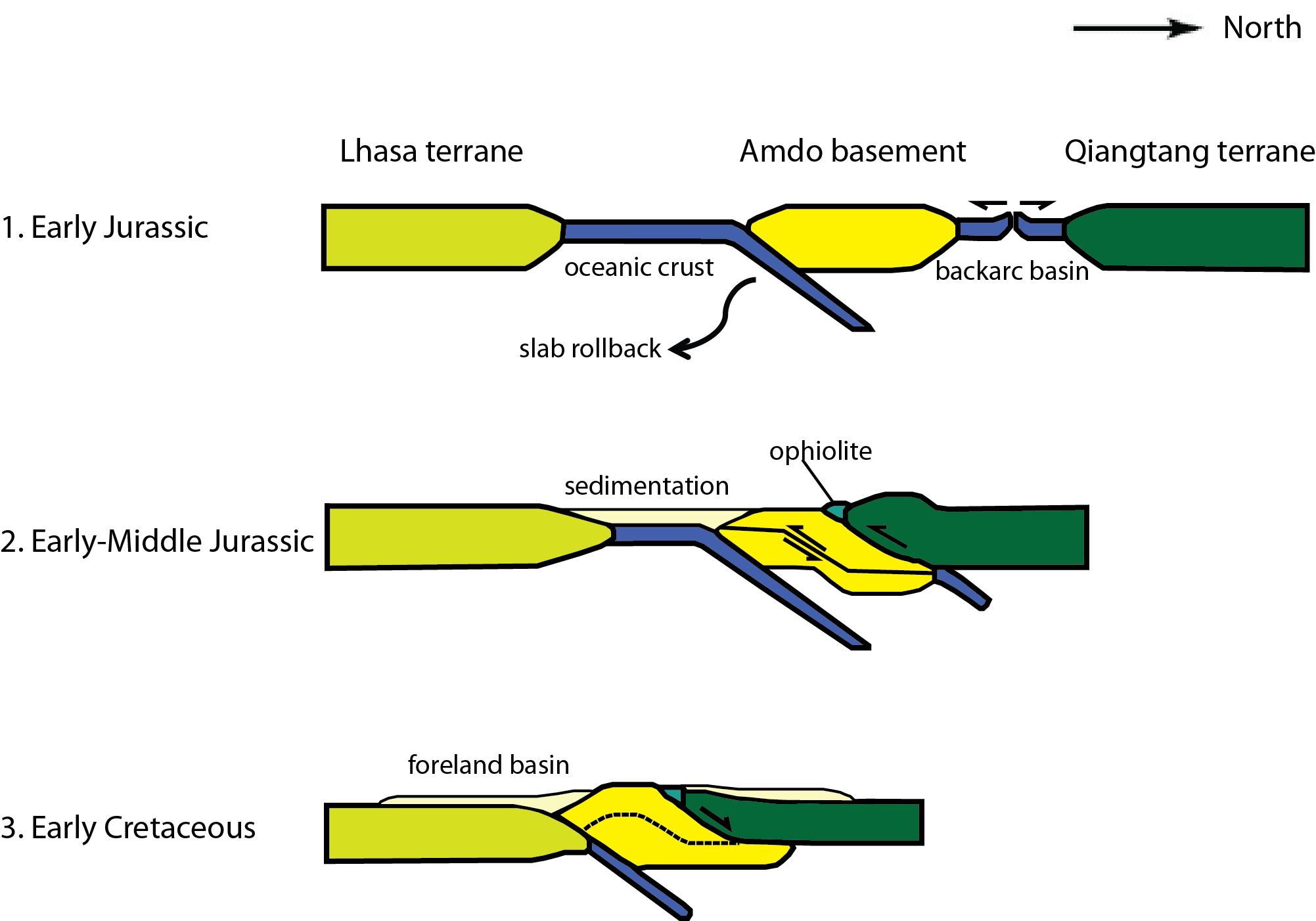
Coupe schématique de la suture de Bangong (en).
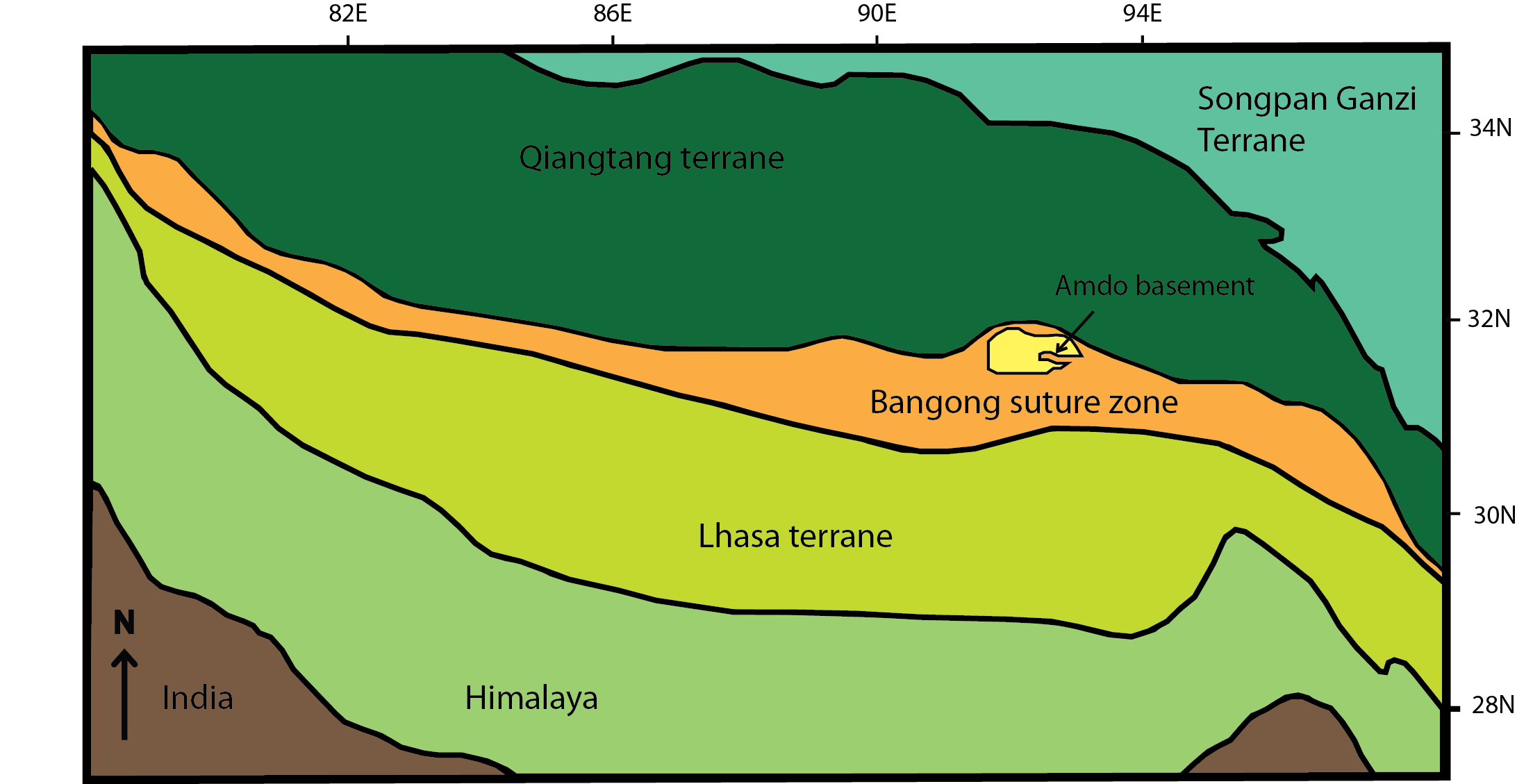
Carte schématique de la suture de Bangong.
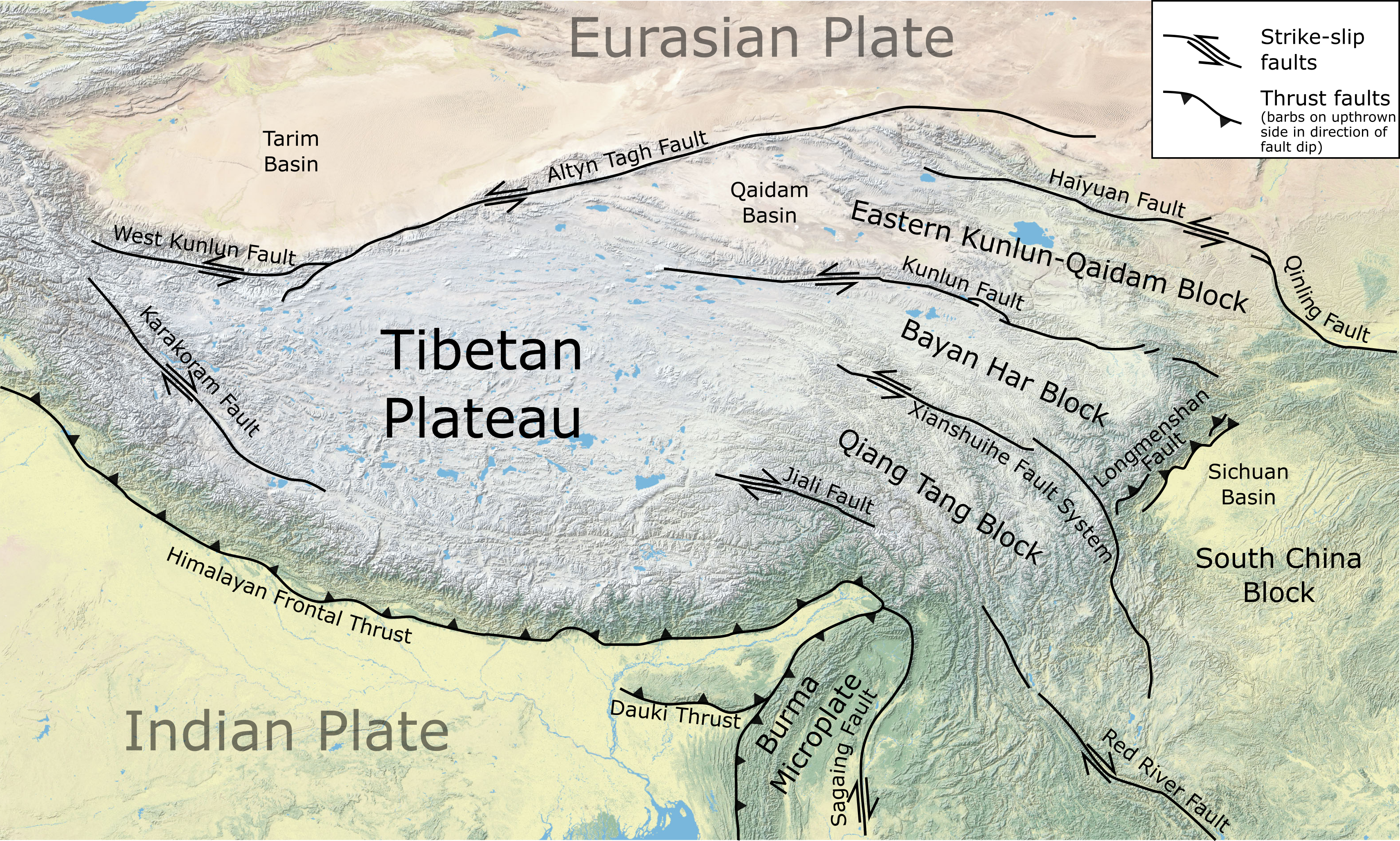
Carte tectonique du plateau tibétain aujourd'hui.

## Sources
- (en) Glossaire des plaques tectoniques et de termes paléogrépgraphiques [PDF]
- (en) Paléogéographie du Sud-Est asiatique durant le Phanérozoïque [PDF]
- (en) Évolution des plaques tectoniques au Sud de l'Eurasie durant le Mésozoïque et le Cénozoïque [PDF]